# Pornografia
A pornografia é definida como qualquer material produzido com objetivos recreativos, através da representação de atividades sexuais humanas explícitas ou da nudez humana explícita. Atualmente a pornografia assume caráter de atividade comercial, seja para os próprios profissionais da área, seja para as empresas do setor. 
A pornografia, na maioria dos países, tem acesso proibido para menores de 18 ou 21 anos, tanto na produção quanto no consumo. Alguns países consideram esse tipo de material ilegal como a China, outros exigem algum tipo de censura gráfica como o Japão.
As mídias mais comuns para pornografia são o vídeo-doméstico (como VHS, DVD e Blu-ray), a World Wide Web (www), os serviços de streaming, também a televisão por assinatura, as revistas e mais raramente, videogames, livros, pinturas e esculturas. Recentemente a Internet modificou diversos paradigmas da Indústria, como a distribuição em mídias físicas, que vem sendo substituída pela distribuição on-line.

## Etimologia
A palavra pornografia foi cunhada a partir de duas palavras do grego clássico: πόρνη (pórnē; "prostituta") e γράφειν (gráphein; "escrever" ou "registrar"), complementadas pelo sufixo -ία (-ia) que significa "estado de", "propriedade de" ou "lugar de"). Portanto, "pornografia" significa "descrição escrita ou gráfica da prostituição".

## Histórico

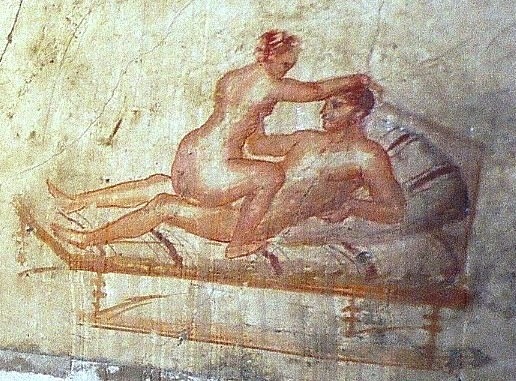
Pintura erótica em Pompeia.

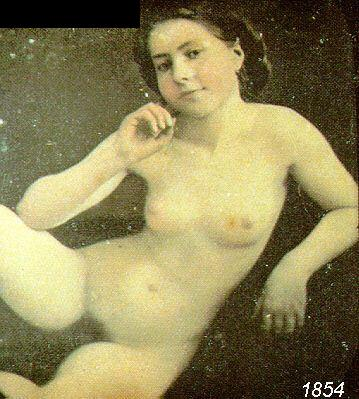
Fotografia pornográfica de 1854.

A pornografia tem uma longa história. A sexualidade explícita e sugestiva é uma forma de arte tão antiga quanto todas outras. As fotos explícitas tiveram início logo após a invenção da fotografia; e o mesmo pode se dizer sobre os filmes de nudez e de sexo explícito.[carece de fontes?]
O retrato da nudez e da sexualidade humana tiveram início na era paleolítica (ex. as figuras de Vênus); entretanto não se tem certeza se o propósito era a excitação sexual. Talvez, as imagens tenham tido um significado espiritual. Existem inúmeras pinturas eróticas nas paredes de Pompeia, na Itália. Um exemplo notável é de um bordel com desenhos dos vários serviços sexuais oferecidos, em cima de cada porta. Em Pompeia também se encontram figuras fálicas e de testículos nas calçadas, mostrando qual a direção para o caminho ao prostíbulo e casas de entretenimento.[carece de fontes?] Na Alemanha arqueólogos encontraram, em abril de 2005, uma figura pornográfica de cerca de 7200 anos de um homem sobre uma mulher, sugerindo fortemente um ato sexual. A figura masculina foi batizada de Adônis von Zschernitz.

## Críticas feministas à pornografia

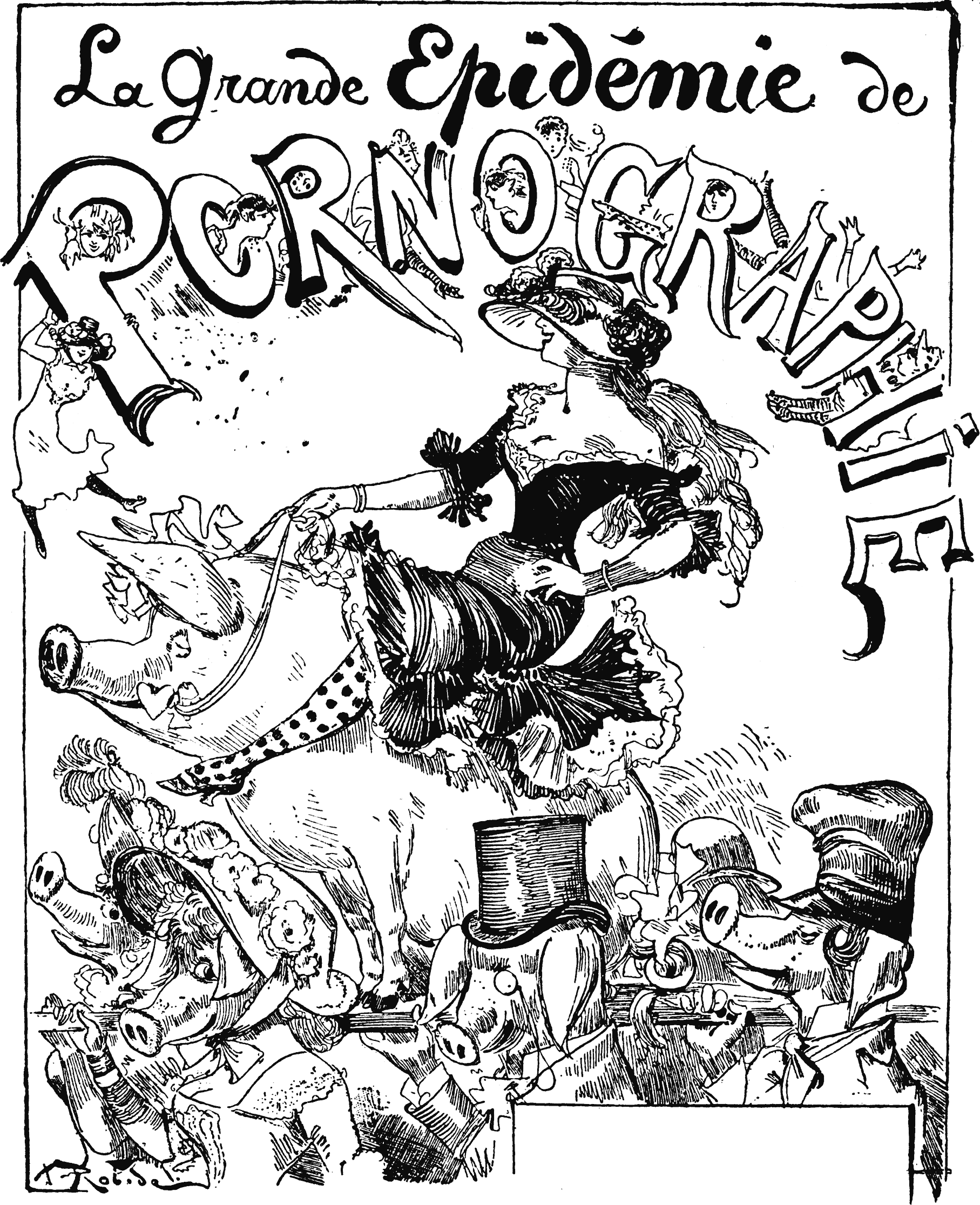
A Grande Epidemia da Pornografia, ilustração francesa do Século XIX.

Algumas feministas diagnosticaram a pornografia como mantenedora/geradora de violência contra mulheres. Teóricas como Andrea Dworkin conduziram uma cruzada contra a indústria pornográfica que, segundo elas, não apenas objetificava as mulheres e lucrava com sua exploração, mas efetivamente ensinava um jeito sórdido de lidar com a sexualidade.[carece de fontes?]
A partir disso, criou-se uma ampla discussão sobre a pornografia, e um grande cisma teórico também: feministas que se intitulavam "pró-sexo" versus feministas contrárias à pornografia. Deve-se ressaltar que essa nomeação pode causar mal entendidos já que as feministas contrárias à pornografia não eram contra o sexo em si, mas contra essa forma específica de retratá-lo, por diversas implicações. E as questões principais desse debate são: "A pornografia gera violência contra mulheres?", "Qual é o papel das mulheres nos filmes pornográficos?", "As mulheres desempenham o papel de sujeito do sexo nesses filmes, ou apenas de objeto?",  "Se a pornografia educa as pessoas sexualmente falando, essa educação é interessante para mulheres? Que tipo de educação seria mais interessante num ponto de vista feminista?".
Além disso, começando na década de 80 muitas feministas se dedicaram a fazer seus próprios filmes pornográficos, tentando concretizar filmagens que concretizassem sua crítica, no campo teórico. Fizeram filmes que apresentam algumas quebras com o padrão de beleza hegemônico, onde há espaço para protagonismo feminino e tentando mostrar um sexo que as representasse, mesmo que minimamente.

## Status legal

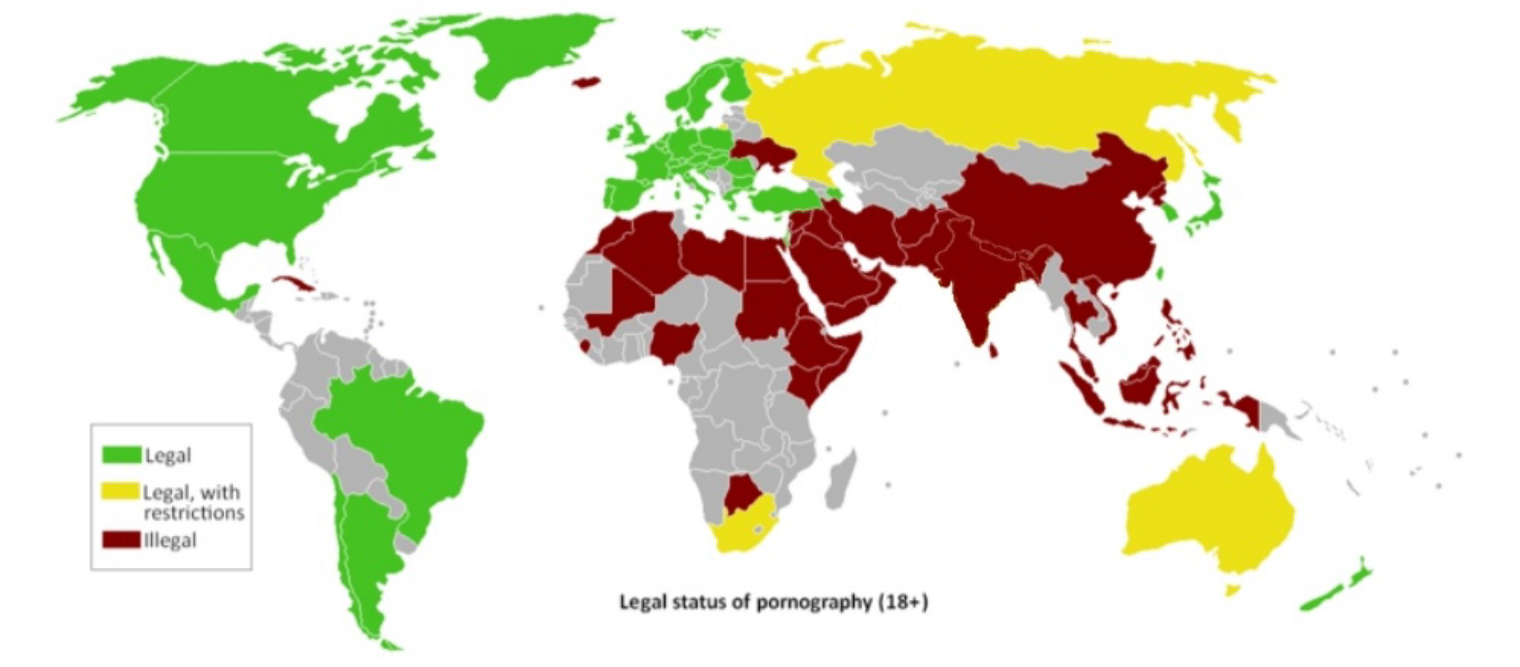
As leis da pornografia no mundo
A pornografia é legal
É legal mas com restrições
A pornografia é ilegal

O status legal da pornografia varia de acordo com o país, em alguns países, pornografia softcore é permitida em televisão, alguns países possuem proibição em relação a pornografia violenta, na maioria dos países pornografia infantil é considerada ilegal, o acesso à matérias geralmente é condicionada a uma idade mínima.

### Direitos autorais
Nos Estados Unidos, algumas cortes aplicam leis de direitos autorais a materiais pornográficos, contudo, essas aplicações são dadas geralmente aos produtores, não aos que fazem a performance.

## Na Internet
Com o advento da Internet, a disponibilidade da pornografia aumentou dramaticamente. Alguns dentre os empresários mais bem sucedidos na Internet são os do ramo da pornografia. Devido ao caráter internacional da Internet, existe a possibilidade dos usuários acessarem o conteúdo pornô a partir de qualquer país até mesmo conteúdos totalmente ilegais, conteúdo pornográfico contendo menores de idade, ou que não tenham idade comprovada, tendo como base países em que a idade legal é diferente.
Em 1968 os Países Baixos já eram um dos países com maior liberdade sexual, o que possibilitou a distribuição e venda de material pornográfico em massa.[carece de fontes?]. Com a facilidade de um clique, torna-se fácil o lucro a partir de vídeos ou fotos feitas por "cineastas" da pornografia que cada vez mais visam o lucro. As visitas em sites como esses aumentam a cada minuto já que a internet conecta o mundo inteiro, algo que não se limita apenas a esses vídeos mas também a visualização completa de revistas de editoras licenciadas

## Gêneros

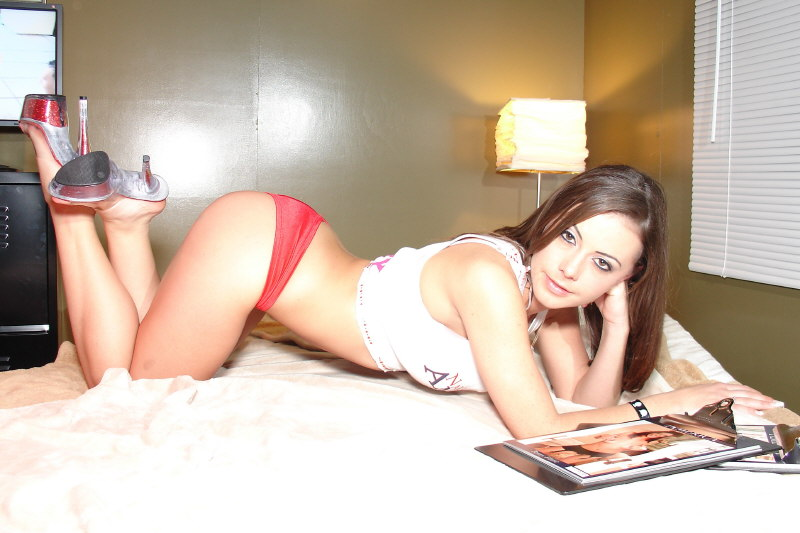
Atriz pornográfica Penny Flame em uma foto com sexualidade implícita.

A pornografia se divide em dois grandes subgêneros: softcore e hardcore.
- Softcore - contém situações sugestivas, nudez parcial ou total.[8]
- Hardcore - além das anteriores, também contém atos sexuais e penetração.

A seguir, algumas categorias:
- Idade
  - MILF (Moms I'd Like to Fuck) - Mulheres geralmente entre 35 e 50 anos
  - Mature - Mulheres acima dos 40 anos
  - Teen - Idades entre 18 e 21 anos
  - Preteen ou Jailbait - Geralmente envolvendo pessoas na idade de consentimento
  - Pornografia infantil ou CP - Envolvendo idades abaixo da de consentimento, mais possivelmente encontrado na Dark web ou no mercado negro.
  - Mom & daughter - Envolve uma mulher mais velha com uma mulher mais nova

- Cabelos
  - Redhead - Mulheres com cabelo pintado de vermelho
  - Hirsutismo - Mulheres com excesso de pelos

- Corpo
  - BBW (Big Beautiful Women) - mulheres acima do peso, altas ou não
  - Cameltoe ou capô de fusca - vulva cujos lábios estejam nitidamente separados pelo vestuário ou púbis feminino notoriamente sobressaltado e demarcado pelo vestuário
  - Flexible - pessoas com alta capacidade flexibilidade
  - Alt porn - pessoas com tatuagens, piercings

- Podolatria - quando envolve a adoração por pés
  - Footjob - o ato de estimular os órgãos genitais do parceiro ou da parceira com os pés.

- BDSM - envolvendo dominação e submissão e sadomasoquismo, além de filme snuff
- Funções corporais
  - Scat - Incluindo manipulação e consumo de fezes
  - Urofilia - Incluindo uso de urina
  - Emetofilia - Envolvendo vômito
  - Squirt - Envolvendo ejaculação feminina
  - Cumshot - Envolvendo ejaculação masculina

## Pesquisa
Em 2014, um estudo psiquiátrico descobriu que quanto mais os homens relataram assistir pornografia, menos volume e atividade tinham em regiões do cérebro (especificamente no corpo estriado), ligado a recompensar processamento e motivação. Eles também descobriram que a conectividade entre o corpo estriado e o PFC (que é a parte do cérebro usada para a tomada de decisão, planejamento e regulação do comportamento) enfraqueceu quanto mais pornografia os homens relataram assistir.